# Walentina Gołubienko
Walentina Walerjewna Gołubienko, ros. Валентина Валерьевна Голубенко (ur. 29 lipca 1990 w Wołgogradzie) – rosyjska szachistka, do 2007 roku reprezentantka Estonii, a następnie – Chorwacji, arcymistrzyni od 2007 roku.

## Kariera szachowa

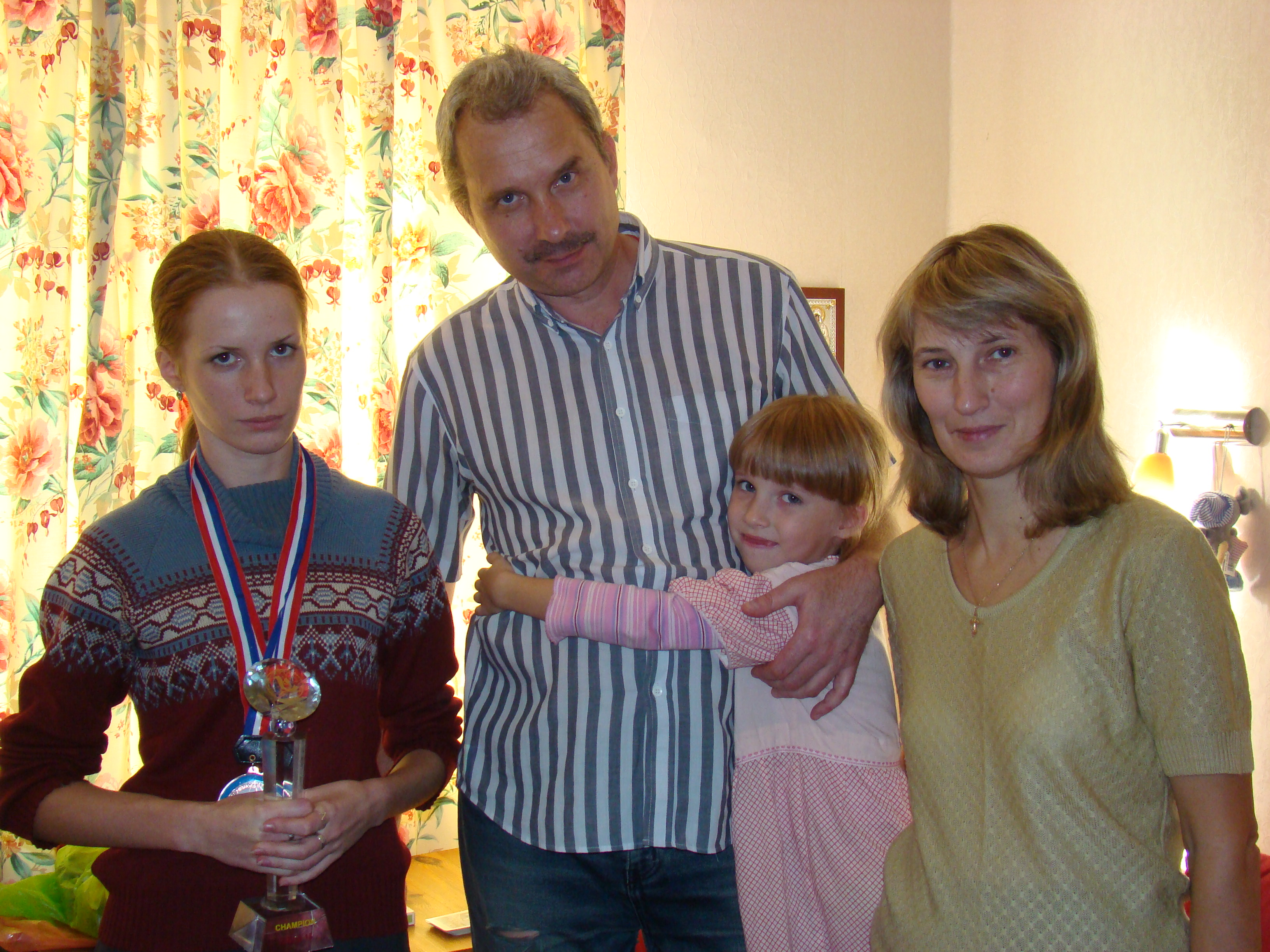
Rodzina Gołubienko

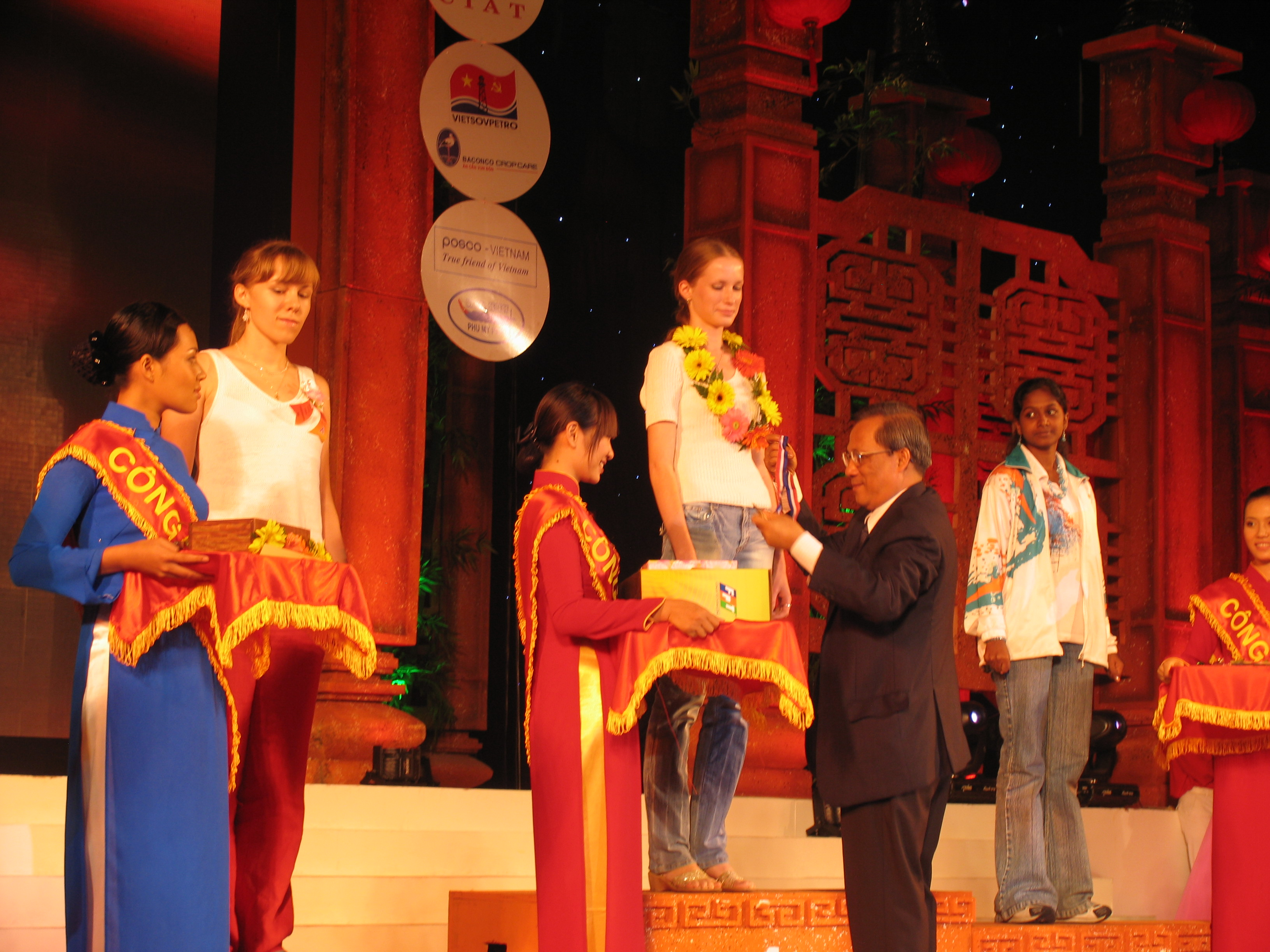
Walentyna Gołubienko odbiera złoty medal mistrzostw świata juniorek do 18 lat,
Vung Tau, 2008.

Pochodzi z rodziny o szachowych tradycjach: jej ojciec Walerij (ur. 1961) był w latach 1993–1995 trzykrotnym mistrzem Estonii w szachach szybkich oraz trzykrotnym zwycięzcą na I szachownicy podczas drużynowych mistrzostw tego kraju, natomiast matka Anastazja (ur. 1966, zm. 2012) była szachowym trenerem, posiadała tytuł mistrzyni FIDE, a w 1986 r. uczestniczyła w finale indywidualnych mistrzostw Moskwy. Walentina Gołubienko wspólnie z całą rodziną mieszka w Kohtla-Järve w Estonii i na arenie międzynarodowej barw tego kraju broniła do połowy 2007 roku.
W czasie swojej kariery zdobyła 16 tytułów mistrzyni Estonii w różnych kategoriach wiekowych. W latach 1997–2002 wielokrotnie występowała na mistrzostwach świata i Europy juniorek, jak również (w latach 2005 i 2007) w turniejach o mistrzostwo Europy kobiet. Normy arcymistrzowskie wypełniła w 2006 r. w Rijece (II m. za Iriną Sudakową) oraz w 2007 r. w Dreźnie (mistrzostwa Europy kobiet, XVI m.). Do innych jej indywidualnych sukcesów (do czasu zmiany barw narodowych) należały: zwycięstwo w turnieju C memoriału Jelizawiety Bykowej we Włodzimierzu nad Klaźmą (2005), III m. w Njivicach (2006, za Iriną Wasijlewicz i Iriną Sudakową) oraz dzielone II m. w Sankt Petersburgu (2007, za Warwarą Kiryłową wspólnie z Tatianą Kostiuk).
W 2004 r. zaczął narastać konflikt pomiędzy rodzicami Walentiny Gołubienko, mającej rosyjskie obywatelstwo, a Estońską Federacją Szachową, która – zgodnie z panującymi w tym kraju przepisami – zaprzestała wspierać rozwój młodej szachistki i nie powoływała jej do reprezentacji narodowej (przepisy te dotyczą osób mieszkających w Estonii, ale mających obce obywatelstwo). W kolejnych latach konflikt narastał, czego efektem był list otwarty opublikowany w 2007 r. przez Walerija Gołubienko, a następnie zmiana barw narodowych na chorwackie.
Jako reprezentantka tego kraju Walentina zdobyła w 2008 r. w Vung Tau tytuł mistrzyni świata do 18 lat, uczestniczyła w Nalczyku w pucharowym turnieju o mistrzostwo świata kobiet (w I rundzie przegrywając z Viktoriją Čmilytė) oraz w indywidualnych mistrzostwach Europy w Płowdiwie.
Wielokrotnie reprezentowała Chorwację w turniejach drużynowych, m.in.: czterokrotnie na olimpiadach szachowych (w latach 2008, 2010, 2012, 2014) oraz trzykrotnie na drużynowych mistrzostwach Europy (w latach 2007, 2009, 2011).
Najwyższy ranking w dotychczasowej karierze osiągnęła 1 lipca 2007 r., z wynikiem 2316 punktów zajmowała wówczas pierwsze miejsce wśród chorwackich szachistek.